# Arsen Karađorđević
Arsen Karađorđević (17. duben 1859, Temešvár – 19. říjen 1938, Paříž, Francie) byl srbský a jugoslávský princ (knez), bratr srbského a jugoslávského krále Petra I. a zakladatel mladší větve rodu Karađorđevićů. Kníže Arsen sloužil jako důstojník v ruské armádě. Od roku 1892 byla jeho manželkou ruská šlechtična Aurora Deminová a v roce 1893 se jim narodil jediný syn Pavel, který v letech 1934 až 1941 vládl jako regent za nezletilého krále Petra II. Arsen a Aurora byli ale v roce 1896 rozvedeni a Aurora se opět provdala.